# Antiguo Sanatorio de Tuberculosos de Sierra Espuña
El Sanatorio de Tuberculosos de Sierra Espuña fue una institución sanitaria que asistía a pacientes afectados por tuberculosis en Sierra Espuña entre 1935 y 1962. El edificio que albergó la institución es propiedad del Consejo de Gobierno de la Región de Murcia y se encuentra en la pedanía de El Berro, dentro del término municipal de Alhama de Murcia, y el acceso al mismo se encuentra prohibido ante el alto riesgo de derrumbe.
Algunos datos de la edificación:
| Superficie de la parcela urbana | 328 000 m² |
| Superficie construida           | 7276 m² |
| Superficie parcela rústica      | 5&nbso;764 947 m² (576,4947 ha): parcela que contiene el edificio del antiguo Sanatorio. 931 251 m² (93,1251 ha): parcela que contiene los edificios auxiliares deportivos del antiguo Sanatorio. |

## Arquitectura
La estructura del edificio la forman tres alas de dos alturas y el sótano. Con los años se fueron añadiendo la casa del conserje, el depósito de cadáveres, los velatorios, un acueducto para recoger agua del deshielo, etc. De cara a la fachada principal se levanta una escultura de Cristo.
Todo el edificio se diseñó básicamente con cubierta a dos aguas, excepto en los pabellones centrales e intermedios de cada ala, que se hicieron a cuatro aguas, y en la zona central del edificio, en la que se habilitaron con terraza tanto el cuarto piso como la torre (equivalente a un quinto piso). En el centro hay un torreón típico de las construcciones de la época.
Se cuidó especialmente que las paredes interiores de las habitaciones fuesen pintadas para que luego fuese fácil su lavado y desinfección. Además, se cuidaron detalles como la pavimentación del suelo, que se hizo con baldosín de cemento de colores lisos y sin ángulos ni molduras que pudieran retener suciedad. Incluso los ángulos de las habitaciones se redondearon con igual finalidad.
Puede consultarse más información en el capítulo 4 "Patrimonio Cultural", en la pág. 37, de la revista publicada por la Comunidad Autónoma de la Región de Murcia, en su web de MurciaNatural.

## Protección del edificio
En la actualidad (2022), el edificio está incluido en el PGMO (Plan General Municipal de Ordenación) del Ayuntamiento de Alhama, con un grado de protección de nivel 2. N.º catálogo Ayto. de Alhama de Murcia: 08358 y por Cultura con N.º Catálogo Patrimonio Cultural de CARM: 08022. 
La catalogación del Ayuntamiento de Alhama es asumida por la Dirección General de Bellas Artes (actualmente Dirección General de Patrimonio Cultural), con relación a la legislación vigente sobre Patrimonio Cultural de carácter autonómico. 
Con arreglo a la ley 4/2007, de 16 de marzo, de Patrimonio Cultural de la Comunidad Autónoma de la Región de Murcia, el edificio pertenece a la categoría de bienes catalogados por su relevancia cultural, según el artículo 2 apartado b) de la mencionada ley, a tenor de lo dispuesto en la Disposición adicional segunda. 
El edificio se encuentra inscrito en la lista de patrimonio en peligro, en Lista Roja Patrimonio. 

### Lista Roja del Patrimonio
La Lista Roja del Patrimonio es una iniciativa de la Asociación Hispania Nostra, nacida en noviembre de 2007, con el fin dar a conocer y proteger aquella parte de nuestro Patrimonio cultural y natural que se encuentra en abandono y en peligro.
Recoge aquellos elementos del Patrimonio Histórico español que se encuentren sometidos a riesgo de desaparición, destrucción o alteración esencial de sus valores.

##### Protección con grado 2 PGMO de Alhama.
Permite pequeñas modificaciones de adaptabilidad a los nuevos usos y costumbres pero siempre conservando sus estructuras fundamentales, distribuciones y configuraciones espaciales.

## Historia

### Construcción
A principios del siglo XX, la propagación de la tuberculosis, una enfermedad de carácter contagioso, entre la población del sureste de España provocó la inquietud de las autoridades civiles de la Región de Murcia, que idearon la construcción de un centro aislado donde se pudiera aislar y auxiliar a las personas convalecientes. El impulso decisivo a este propósito partió del diputado Isidoro de la Cierva, quien en 1915 creó una junta que, presidida por él mismo, se dedicó a inspeccionar terrenos en busca del más adecuado para emplazar el sanatorio. 
En enero de 1916 fue finalmente seleccionado el paraje de La Perdiz, en Alhama de Murcia, y en 1917 el arquitecto Pedro Cerdán formuló el proyecto en que debía materializarse la obra.
El 8 de julio de 1917 fue colocada la primera piedra del complejo en presencia de personalidades como Isidoro de la Cierva, el ingeniero Juan Antonio Pérez-Urruti y Villalobos, el obispo de Cartagena Vicente Alonso Salgado y el alcalde de Alhama, así como de la banda de la Misericordia y los Exploradores de España. Sin embargo, las inclemencias del invierno y la falta de fondos obligaron a detener las obras en varias etapas.
Al final, en noviembre de 1931, tras apenas 7 meses de la constitución de la Segunda República, el Estado asumió definitivamente su propiedad e inyectó el dinero necesario para que sus obras concluyeran. Sucedió en 1934, pero aún hubieron de transcurrir un año más para su inauguración.
Por todo lo anterior, no fue hasta el 17 de noviembre de 1935 cuando se produjo la inauguración del Sanatorio de Tuberculosos, esta vez con la asistencia del ministro de Justicia y Trabajo Federico Salmón.
Para poner de manifiesto el valor histórico del sanatorio, no podemos obviar el origen del edificio en cuestión y para ello recurrimos al Diario Espuña, que, en julio de 1917 antes de la colocación de la primera piedra, recogía lo siguiente:
“Esta obra que hoy comienza a tener realidad es de todos nosotros. No hay un solo murciano que no haya llevado a este proyecto su ayuda y que no haya puesto en él su pensamiento y su esperanza. Cuando entre las pinadas de Espuña se alce airoso el edificio que hoy comienza... Murcia sentirá el orgullo de decir que todo ello se ha hecho por sus hijos, que ello es obra exclusivamente murciana y un alto ejemplo de caridad, constancia, de comunidad, de sentimiento, de voluntad.
Y al llamamiento de D. Isidoro (de la Cierva; promotor del Sanatorio) acudió Murcia entera, aristocracia y pueblo, pobres y ricos; ...
Se organizaron fiestas (se usaba frecuentemente, como sistema de cuestación, la "fiesta de la flor) y cuantos pudieron y supieron, colaboraron en ellas con entusiasmo y con decisión. Y poco a poco iba aumentando el capital del Sanatorio, merced al esfuerzo de todos, ni una sola vez dejó Murcia de acudir al llamamiento que se le hacía”.
Y todo hay que decirlo, gracias también a la labor no menos altruista del arquitecto, D. Pedro Cerdán, que también dejó su impronta en otros edificios singulares de esta Región (Casa del Reloj en San Pedro del Pinatar, El Casino de Murcia...), y sin duda considerado uno de los mejores arquitectos murcianos de la primera mitad del siglo XX.

### Periodo de servicio
Una vez concluida la larga obra, empiezan a trasladarse los enfermos al lugar. El hospital contaba con doscientas camas (en el libro de la Escuela Nacional de Sanidad, del Instituto de Salud Carlos III, Ministerio de Economía y Competitividad Arquitectura Sanitaria: Sanatorios antituberculosos], en la pág. 53 se indica que disponía de 158 camas) y 50 empleados. 
En la planta superior se ubicaron los enfermos más graves que necesitaban reposo y estaban aislados; mientras que, en la planta baja, lo hicieron los menos graves, pudiendo dar incluso paseos por la sierra y ser visitados por los familiares. Normalmente la mayoría acababa subiendo a la planta alta y muriendo tras una larga agonía. 
Una vez a la semana, subía en carro el sepulturero del cementerio de Alhama a recoger los cadáveres para darles entierro. En invierno, con los caminos nevados, se convirtió en el único enlace entre el hospital y la civilización.
Aparte de sanatorio, el edificio se convirtió en ambulatorio para los vecinos de Aledo y El Berro. De esta guisa llegamos al año 1949 cuando se descubre la estreptomicina, que supuso un cambio radical en el cuidado de enfermos con tuberculosis. 
La estreptomicina permitió dar el alta a gran número de pacientes, que fueron desalojando el sanatorio. El resto fue trasladado a Albacete (al Hospital Provincial de Albacete) y en 1962 el edificio fue clausurado. Entonces, el Ayuntamiento de Murcia, reunido en sesión plenaria el día 24 de mayo de aquel año, pidió la reapertura. 
En aquella moción se hizo constar que el sanatorio, pese a estar ubicado en Alhama, había sido sufragado por vecinos de la capital, por lo que era de justicia que la propiedad revertiera al Consistorio. También se propuso que se destinara a programar colonias populares para niños necesitados. Entretanto, en el centro solo quedaban las Hermanas de la Caridad, esperando nuevo destino. 
Los elevados gastos de manutención de un edificio de tal envergadura llevan al Ministerio en 1962 a declararlo como no rentable, provocando su cierre.

## Etapas en la vida del edificio
Aparte de la existencia como Sanatorio de Tuberculosos (el autor no ha podido constatar en ninguno de los documentos consultados que el sanatorio fuera dedicado a la cura de la lepra), el edificio tuvo otros usos, acordes, hasta su abandono con la etapa histórica y con las necesidades de la sociedad.

### Escuela Hogar de Sierra Espuña
Según consta en el diario línea, del 21-10-65, el Ministerio de Educación Nacional, ha realizado obras de adaptación en el Sanatorio, por valor de más de 1,5 millones de las entonces pesetas, aparte de haberlo dotado de mobiliario propio para el internado.
Comienza en octubre de 1965 el funcionamiento de una institución escolar primaria, (se cursaba de 1º a 8º de EGB, cuando se implantó este sistema educativo) que ya se había ensayado en Santiago de la Ribera el último trimestre del curso anterior.
Esta ESCUELA HOGAR DE SIERRA ESPUÑA (que así se denominará) tiene por objeto solucionar el problema de la escolarización efectiva de aquellos niños en edad de asistencia obligatoria a la escuela, que viven en lugares diseminados, sin posibilidades de construir escuelas, por su escasa población y que tienen que recorrer grandes distancias hasta alcanzar la más próxima.
Como su nombre indica, era una escuela Hogar porque los alumnos que allí cursaban sus estudios permanecían en el centro durante las 24 horas, volviendo a sus hogares solo en los periodos de vacaciones escolares.
La distancia mínima exigida para el ingreso en la institución era 3 km, aunque también accedía, en ocasiones, alumnado sin encontrarse en esa situación. Nada que ver con lo que erróneamente se indica en otras fuentes: que los estudiantes se encontraban en situación de orfandad y/o pobreza extrema. Ni eran más pobres ni más huérfanos que los que se encontraban en otras escuelas similares.
La Escuela Hogar permanece abierta hasta 1982, aunque esta situación no es conocida por la población en general, que parece empeñada, quizás siguiendo a algunos medios tendenciosos, en ignorar este capítulo en la vida del edificio.
Más de 1.000 alumnos y alumnas pasaron por sus aulas, según estimaciones.

### Colonias
Las colonias escolares de vacaciones surgieron, al igual que la Cruz Roja, en Suiza con el objetivo de proporcionar a niños sin recursos, durante unos días, aire puro y alimento sólido en compañía de maestros que atendían también a su educación.
Se estima, por el Sr. Conserje de la Escuela Hogar que, a lo largo de los 17 años se alojaron en el edificio, más de 7.600 jóvenes, en este régimen de estancia.
Estos disfrutaban del edificio durante el periodo vacacional estival. Mientras, el alumnado de la Escuela Hogar disfrutaba de sus merecidas vacaciones.

### Albergue Juvenil
En 1985 la Comunidad Autónoma apostó por restaurar el edificio, pero restauró solamente un poco más del 50%, (concretamente, el ala este del edificio) para utilizarla como albergue juvenil.
No obstante, la falta de presupuesto hace que solo se rehabilite, con no demasiado tino, el ala izquierda (o ala este), quedando el resto abandonado. 
El nuevo albergue apenas tuvo afluencia de jóvenes, declarando los pocos que fueron lo incómodo e inhóspito del sitio por tener contiguas las viejas ruinas hospitalarias. 
Tras varios veranos de decadencia, en 1995 se echa el cierre definitivo. Inicialmente se le puso vigilancia para evitar que fuera vandalizado, pero esta fue retirada en 1997.

## Fenómenos paranormales
Desde su cierre en 1997, el inmueble ha sido visitado de forma continuada por aficionados a los fenómenos paranormales.
Las aciagas noticias relativas a los fenómenos paranormales, inexistentes obviamente, el abandono de la vigilancia, sumado a la aparición en algún programa televisivo que unas veces habla de pseudociencia y otras de fenómenos extraños, han contribuido a que el edificio haya sido vandalizado y expoliado.
No todo el daño producido al edificio está relacionado con las visitas de los jóvenes en busca de "experiencias"; antes que ellos comenzaran a realizar las incursiones, los vándalos y saqueadores se cebaron con la edificación. Tampoco está demostrado que todos los visitantes dañen las instalaciones.

## Situación actual
Actualmente (2023), el edificio se encuentra vallado, con prohibición de acceso, por el peligro de derrumbe que entraña.
No obstante, siguen produciéndose incursiones en el edificio, forzando las vallas.
Recientemente se han comenzado obras para impedir la comunicación interna dentro del edificio, dificultando el acceso entre plantas.
En septiembre de 2021, se constituye la Asociación de Amigos del Sanatorio-Escuela Hogar de Sierra Espuña], integrada en principio por antiguos alumnado y profesorado de la Escuela Hogar, pero abierta a todos los simpatizantes del edificio, por su significado cultural, social, arquitectónico, etc.
Como puede comprobarse en la web anterior (estatutos), los objetivos de la asociación son:
1. La Asociación constituye el punto de encuentro y cauce legal de todos aquellos asociados que representa, con el fin de promover acciones tendentes a restaurar, rehabilitar o consolidar la edificación identificada en el artículo 1, que actualmente se encuentra en grave estado de abandono, manteniendo la identidad de la construcción, dados los valores históricos, sociales, culturales, arquitectónicos, etc., que el edificio representa.

1. Una vez salvado el edificio, conforme a lo indicado en el punto anterior, la asociación pretende colaborar con las administraciones y colectivos implicados en la búsqueda de usos posibles de sus instalaciones, siempre manteniendo el respeto al edificio y a los valores que representa, así como la sostenibilidad de las actividades desarrolladas en el mismo, respecto al edificio y al entorno natural donde se encuentra enclavado.

1. La asociación velará por que junto a las funcionalidades establecidas en el punto anterior, se incluyan algunas que pongan en valor los usos más importantes que el edificio tuvo en su historia, principalmente como sanatorio y como escuela.

También tiene creado un grupo de Facebook, para publicar información de su actividad y facilitar la captación de personas interesadas en salvaguardar la cultura murciana. Es un grupo privado, pero se admite a todos los que estén de acuerdo con los objetivos de la asociación. Puede verlo AQUÍ.
Tanto en la web, como en Facebook, se facilita información sobre las actuaciones que se están llevando a cabo para poder recuperar el patrimonio que tanto nos costó levantar, allá por las primeras décadas del siglo XX.